# Staw Wróbla
Staw Wróbla – zbiornik wodny na terenie miasta Gdańska, powstały w drugiej połowie XX w., obecnie w granicach dzielnicy Piecki-Migowo (tuż przy granicy z osiedlem Jasień) na wysokości ok. 98 m n.p.m. Powierzchnia wynosi ok. 5 ha. Geograficznie Staw Wróbla należy do Pojezierza Kaszubskiego, zaś historycznie do okręgu Wyżyny.
Dawniej nosił on nazwę Kiwitz(er) Bruch. „Staw Wróbla” występuje również w niektórych źródłach jako „Jezioro Patrycji” lub „Jezioro Poligon”. Nazwa „Jezioro Poligon” związana jest z funkcjonującym w XX w. w tym miejscu poligonem garnizonowym dla jednostek stacjonujących w koszarach przy ulicy J. Słowackiego.
Do II wojny światowej wzdłuż południowo-zachodniego brzegu „bagniska” przepływał Potok Siedlecki.
Po ukształtowaniu się zbiornika wodnego z istniejącego w tym miejscu wcześniej bagna, został on zaadaptowany przez wojsko do celów ćwiczebnych, tj. desantu i przekraczania przeszkód wodnych. Posiadał rampy betonowe do przekraczania zbiornika przez pojazdy ciężkie, jak również zestawy pali i pomostów dla ćwiczeń desantowych.
W odległości ok. 150 m na północ od stawu przebiega dawna linia kolejowa Gdańsk Wrzeszcz – Stara Piła, obecnie gdański fragment Pomorskiej Kolei Metropolitalnej. Również w niedużej odległości stawu jest zlokalizowany jeden z przystanków PKM – obecnie Gdańsk Jasień, wcześniej proponowany jako „Wróbla Staw”.